# José Luis Laguía
José Luis Laguía Martínez (ur. 30 września 1959) – były hiszpański kolarz szosowy, pięciokrotny zwycięzca klasyfikacji górskiej w wyścigu Vuelta a España. Specjalizował się w jeździe po górach.
Laguía ścigał się przede wszystkim w hiszpańskich wyścigach, wygrywając etapy wyścigów tygodniowych, a kilkakrotnie ich klasyfikacje generalne. Ustanowił rekord w liczbie zdobytych koszulek najlepszego górala Vuelty.
Po zakończeniu kariery został dyrektorem sportowym w drużynach amatorskich, a następnie rozpoczął współpracę z organizatorami hiszpańskiego Grand Touru.

## Najważniejsze zwycięstwa i sukcesy
- 1981
  - 1. miejsce w Vuelta al País Vasco
  - 1. miejsce na 3. etapie Vuelta a Asturias
  -  1. miejsce w klasyfikacji górskiej Vuelta a España
  - 1. miejsce w Vuelta a Burgos
- 1982
  - 1. miejsce w Vuelta a Burgos
  - 1. miejsce na 1. i 3. etapie Volta a Catalunya
  - 1. miejsce w Vuelta al País Vasco
  - 5. miejsce w Vuelta a España
    - 1. miejsce na 6., 9. i 11. etapie
    -  1. miejsce w klasyfikacji górskiej

  -  1. miejsce w mistrzostwach Hiszpanii w wyścigu ze startu wspólnego
- 1983
  - 1. miejsce na 5. etapie Vuelta a Burgos
  - 1. miejsce na 2b etapie Volta a Catalunya
  - 1. miejsce w Vuelta a Cantabria
    - 1. miejsce na 1. etapie

  -  1. miejsce w klasyfikacji górskiej Vuelta a España
  - 1. miejsce na 16. etapie Vuelta a España
- 1984
  - 2. miejsce na 6. etapie Vuelta a España
- 1985
  - 1. miejsce na 1. etapie Vuelta al País Vasco
  -  1. miejsce w klasyfikacji górskiej Vuelta a España
- 1986
  -  1. miejsce w klasyfikacji górskiej Vuelta a España
  - 1. miejsce w Vuelta a La Rioja
- 1988
  - 1. miejsce na 1. etapie Vuelta a Castilla y León